# 萩原寺
萩原寺（はぎわらじ）は香川県観音寺市大野原町萩原に所在する真言宗大覚寺派別格本山の寺院。詳しくは、巨鼇山（きょごうざん）、地蔵院（じぞういん）と号す。本尊は伽羅陀山火伏地蔵菩薩。四国別格二十霊場十六番札所、四国三十六不動尊霊場二十八番札所、四国讃州七福之寺辨財天。
- 本尊真言：おん かかかびさんまえい そわか
- 御詠歌：尊くも 火伏をちかふ 地蔵尊 はぎの御山に 世を救ふらむ

## 概要
香川県内有数の萩の名所である。「萩寺」とも呼ばれ、境内に24種、約2,000株の萩が植えてあり9月中旬から下旬に、いたるところで咲き乱れる。毎年その頃、当寺院を中心に周辺の、萩の丘公園、雲辺寺ロープウェイなどの会場で「萩まつり」が開催され、本堂で琴の演奏会や本堂前広場で茶会が行われる。
寺伝によれば、平安時代初期の大同2年（807年）空海（弘法大師）が建立したという。この時、空海は千手観音と地蔵の2体の菩薩像を刻んだといわれる。千手観音は四国八十八箇所六十六番雲辺寺に、地蔵菩薩は当寺院にそれぞれ安置したと伝えられており、雲辺寺の前札所である。
開創から約100年後の延喜3年（903年）醍醐天皇の勅旨談義所となった。天慶2年（929年）朱雀天皇は讃州四箇談義所（他は、香西寺・無量寿院・極楽寺）の一か寺に定めた。
室町時代中期の応永年間（1394年 – 1427年）に真恵僧正が中興し、室町幕府の管領・細川勝元の祈願所となった。明応2年（1492年）の記録によれば讃岐、伊予、阿波に280余寺の末寺を従える大寺であったことが窺える。

## 境内
- 本堂
- 三部宮：拝殿と背後に五つの社
- 仁王門
- 大師堂（護摩堂）：中央に不動明王立像、向かって右脇に宝剣大師像、左に聖観音坐像。
- 大黒天堂：小堂に黄金に輝く像
- 稲荷社：仁王門の手前を右に入って行くとある。
- 大門・南門
- 客殿
- 宝物館：重要文化財他を収蔵
- お茶処「萩庵（しゅうあん）」※兼納経所
- 西国三十三所と善光寺の写し石仏：本堂の壇の周に配置されている。
- 弁財天（祠）：本坊と境内の間の参拝口すぐの池の中に祀られている

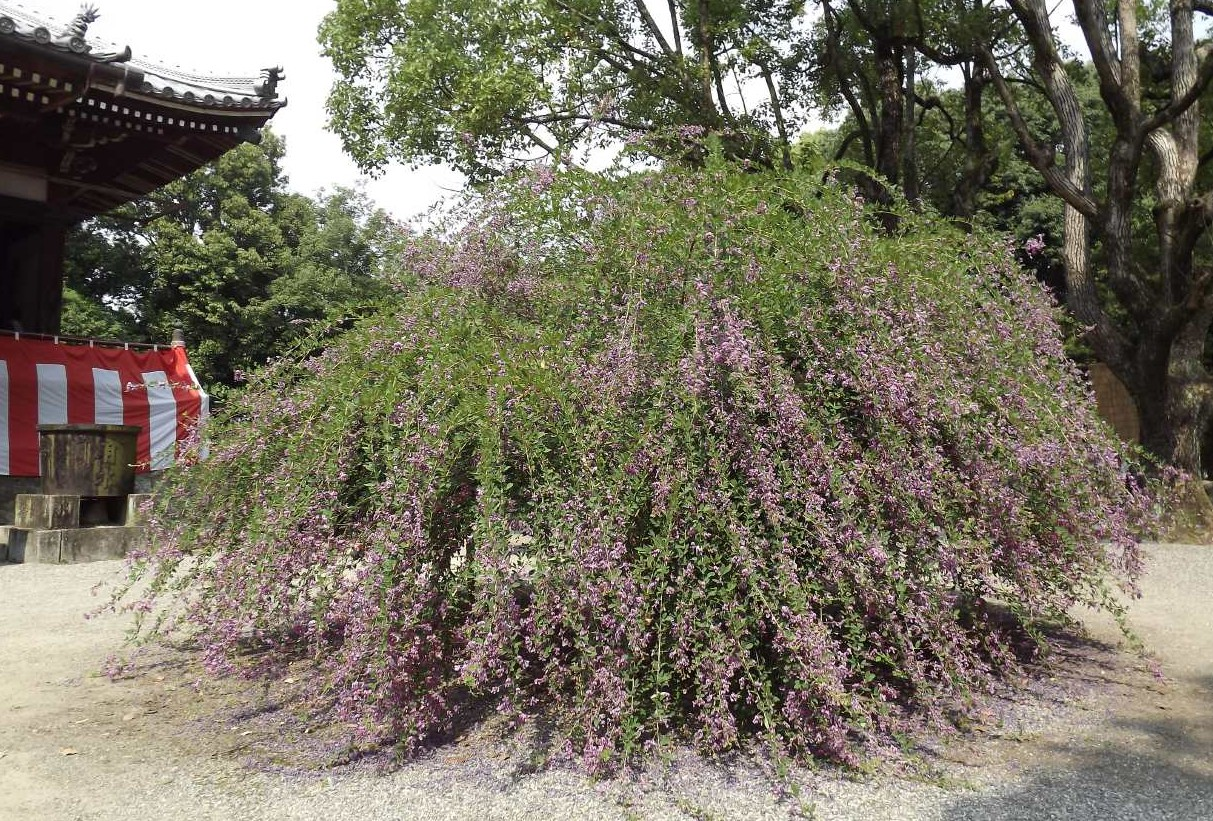
本堂前の萩
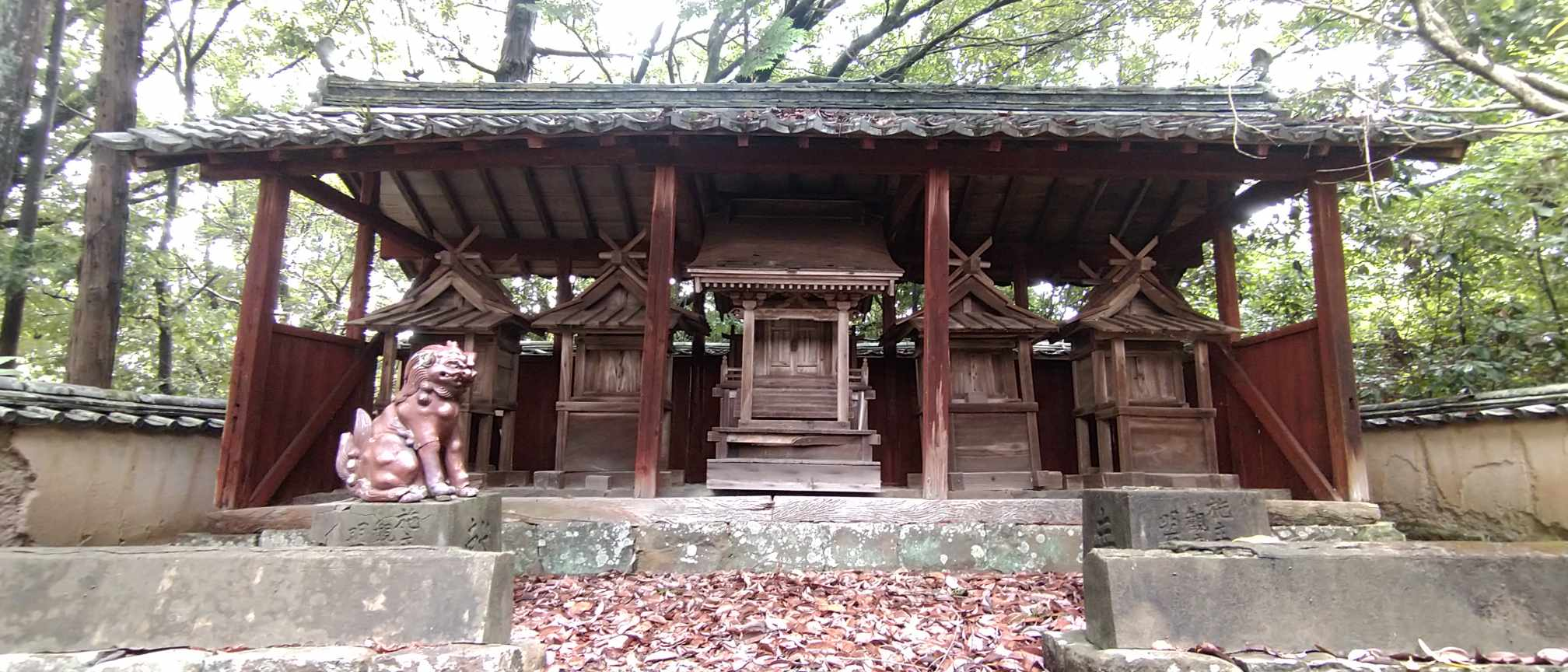
三部宮 本宮
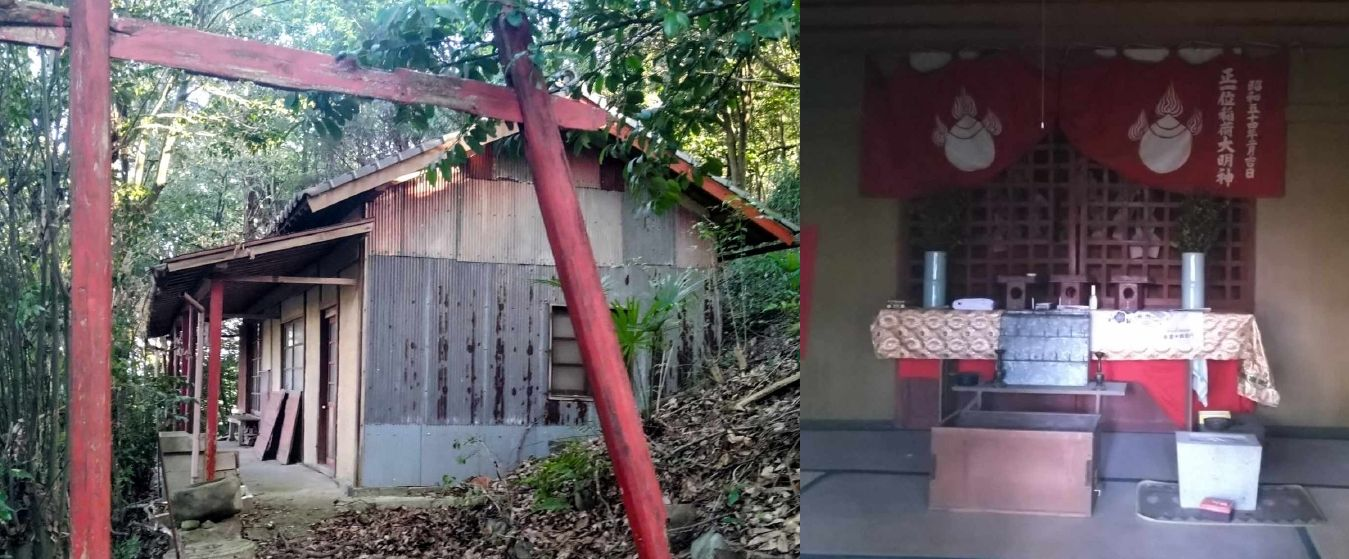
稲荷社
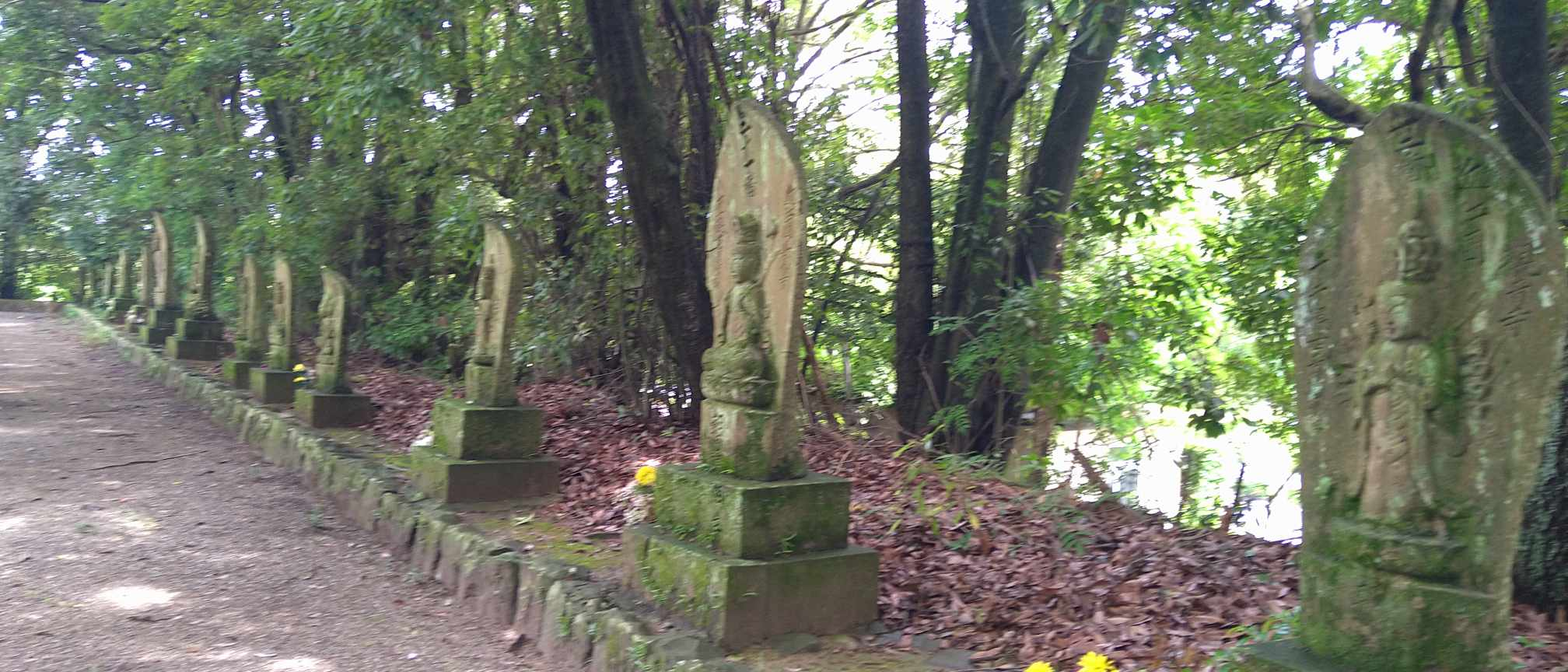
西国三十三所の写し

## 文化財

### 重要文化財（国指定）
- 彩絹墨書急就章（附 護持院隆光記1巻・南谷筆急就篇加点1巻）：空海の真筆と伝えられている書。大正5年（1916年）5月24日指定[3]。
- 絹本著色観経曼荼羅図：大正8年（1919年）8月8日指定[4]。
- 絹本著色法華曼荼羅図：昭和42年（1967年）6月15日指定[5]。

### 登録有形文化財
以下の7件を平成26年（2014年）12月19日登録）
- 本堂：享保8年(1723）・宝暦4年(1725)建築、昭和10年改修[7]
- 護摩堂：江戸時代前期、享保10年(1725)建設、昭和10年頃と昭和58年改修[8]
- 客殿：宝暦14年(1764)頃建設[9]
- 鐘楼：明治時代前期建設[10]
- 大門及び番所：江戸時代末期建設[11]
- 南門及び土塀：勅使門、江戸時代末期建設、昭和53年と平成3年改修[12]
- 手水舎：昭和11年頃建設[13]

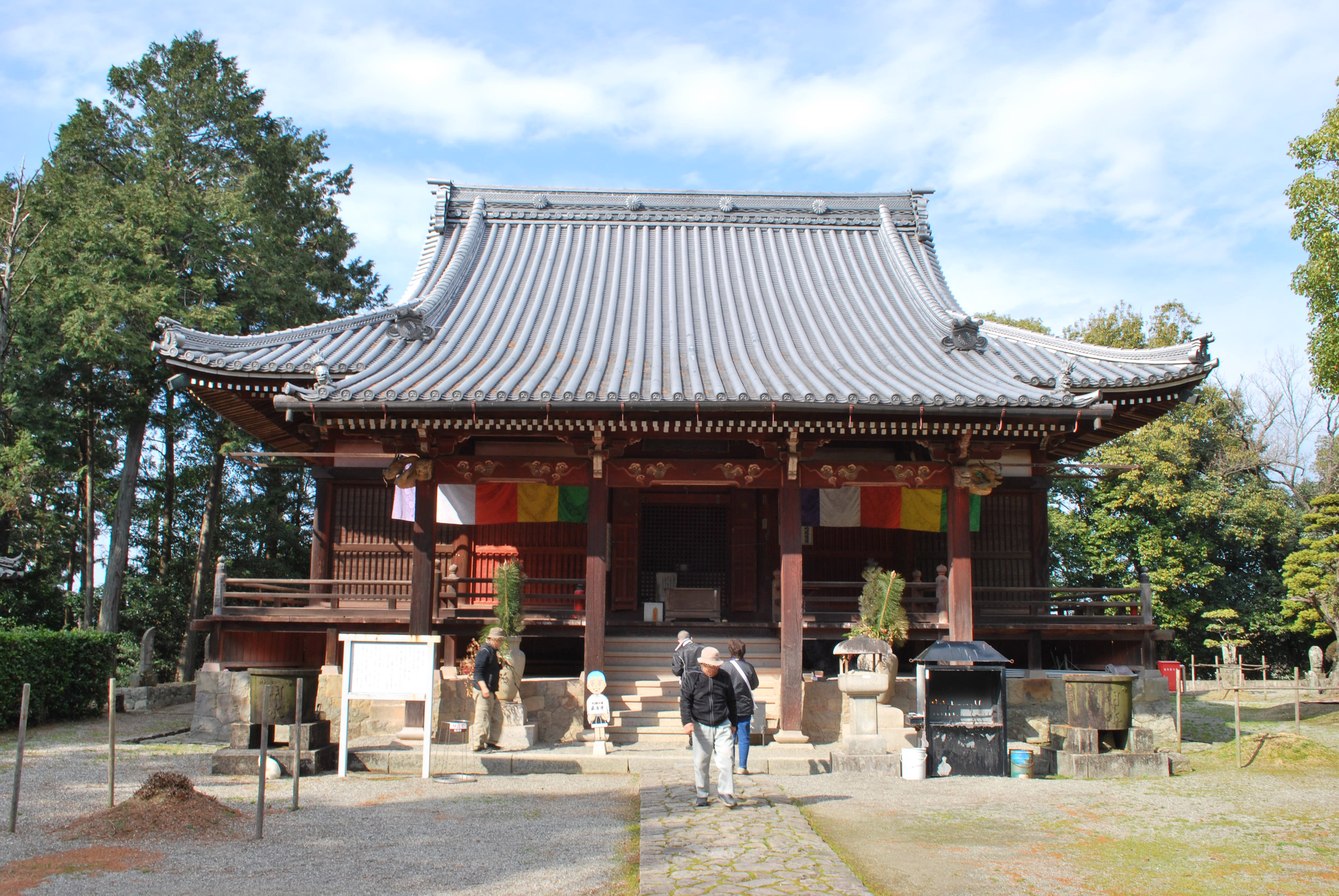
本堂
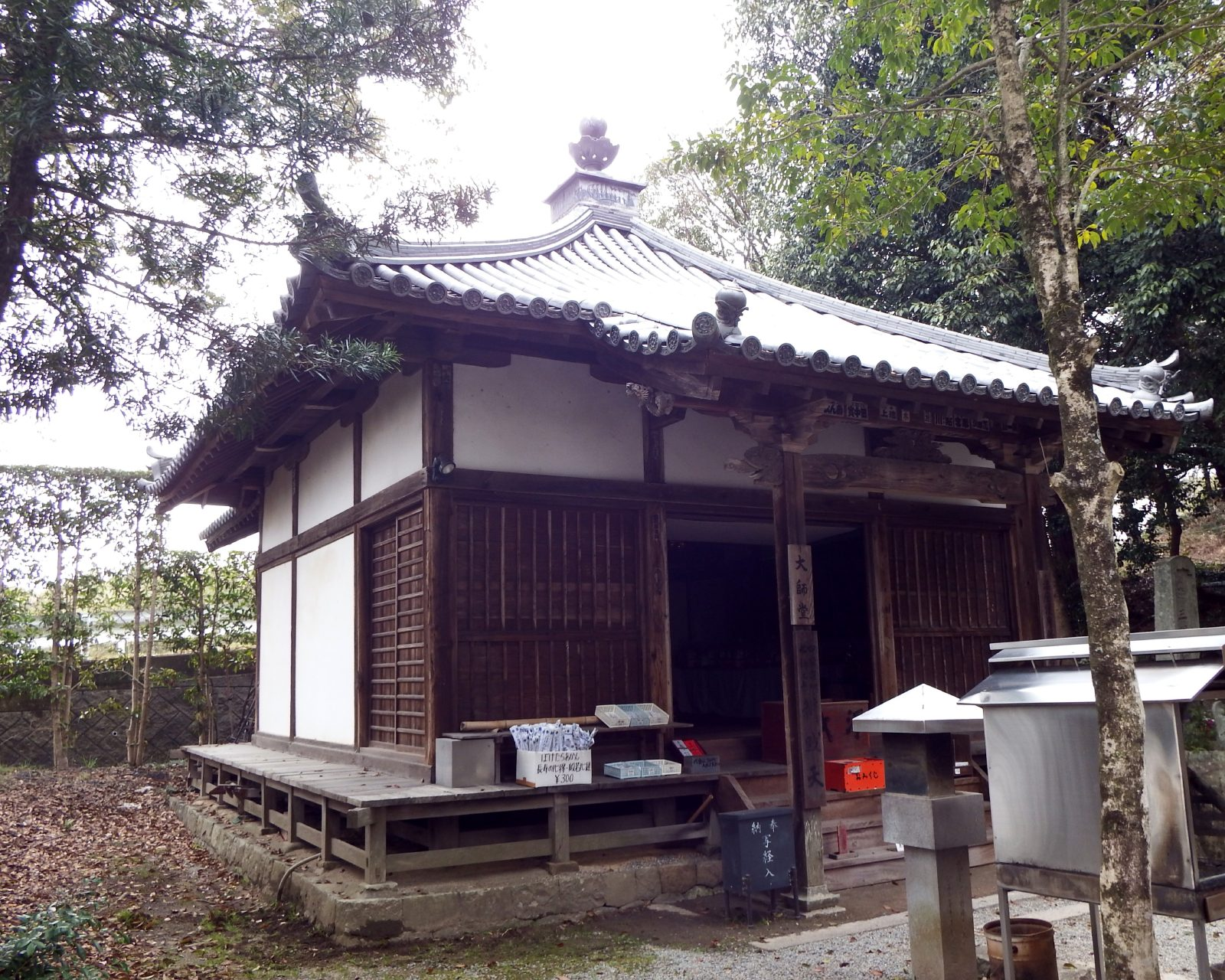
護摩堂（大師堂）
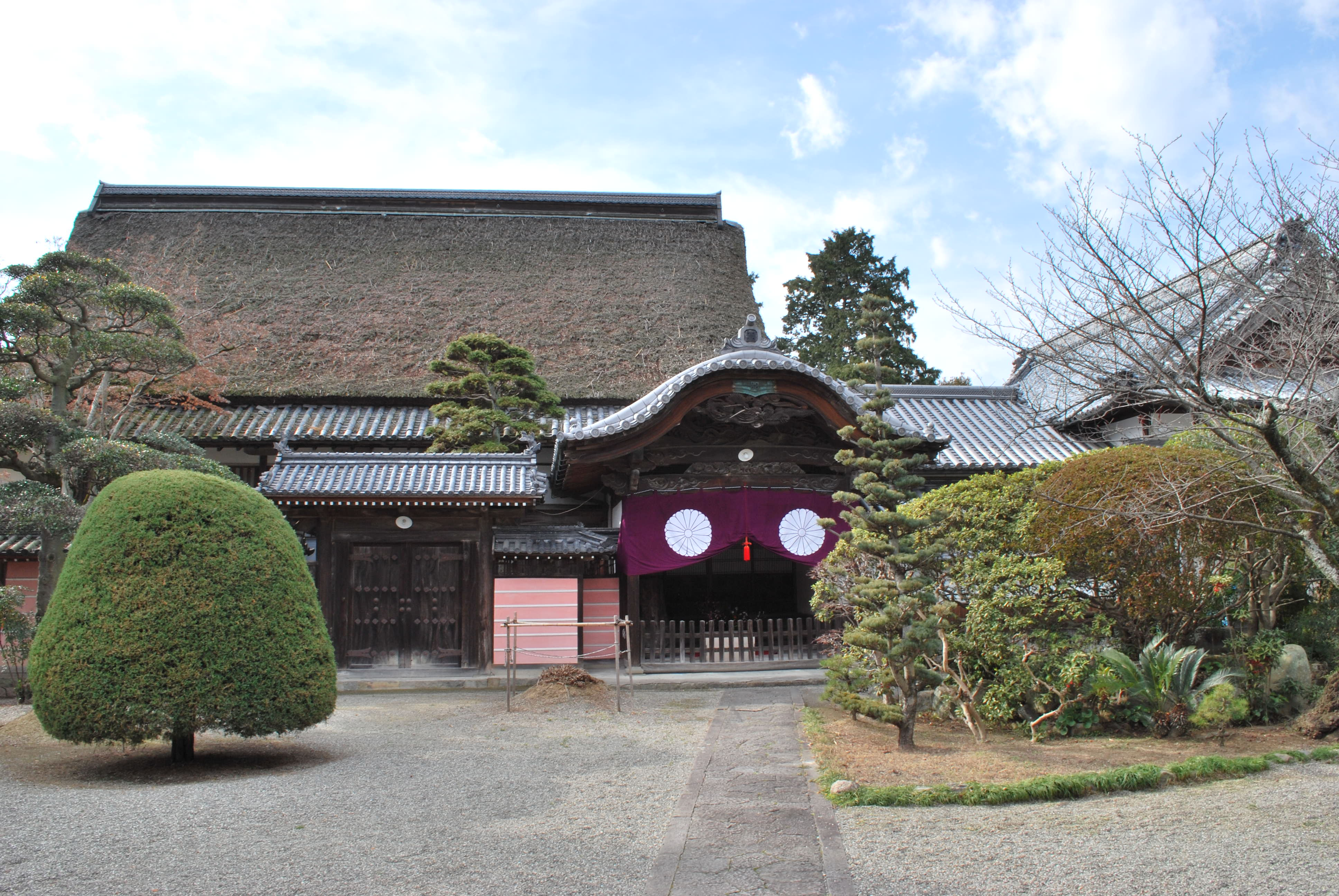
客殿
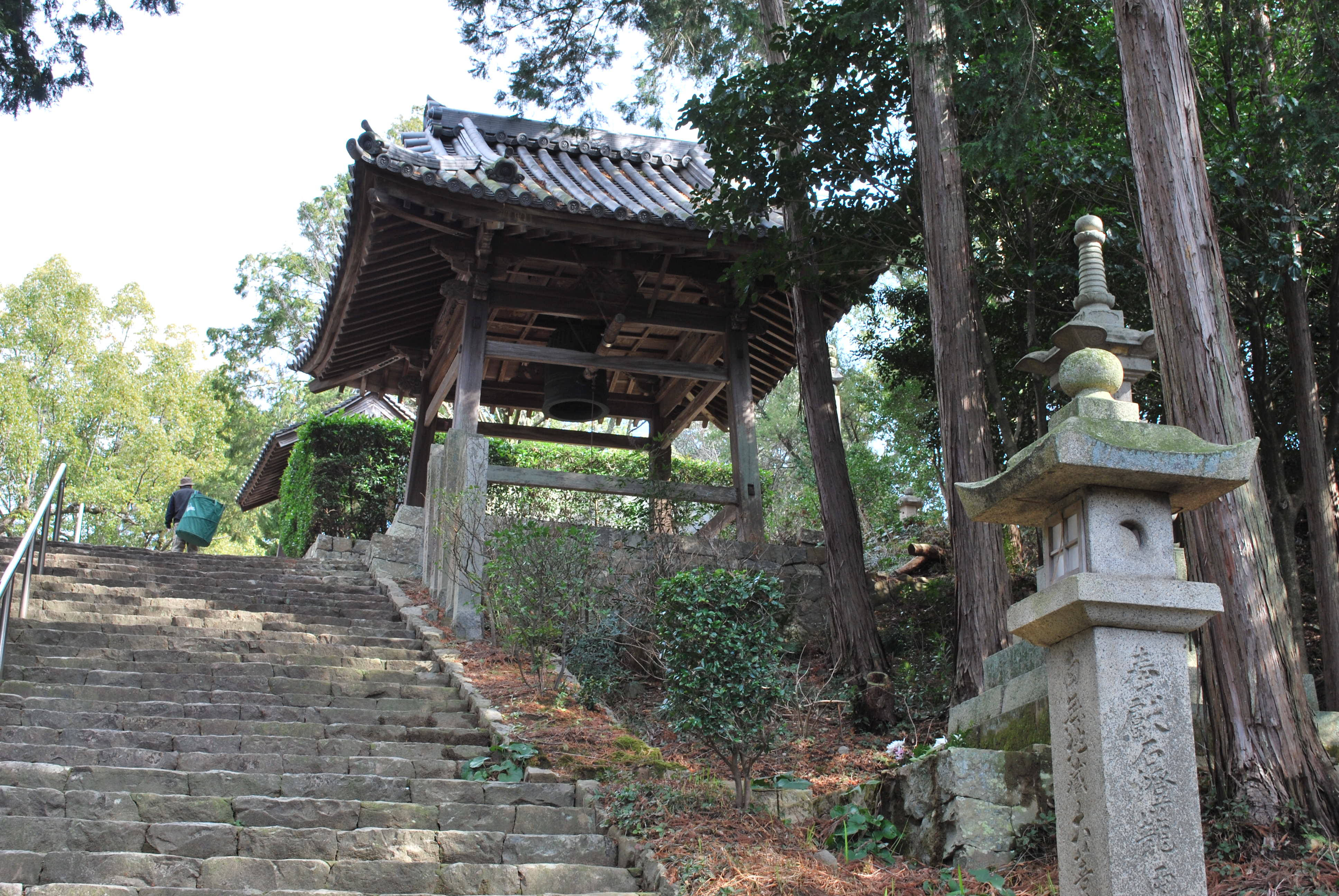
鐘楼
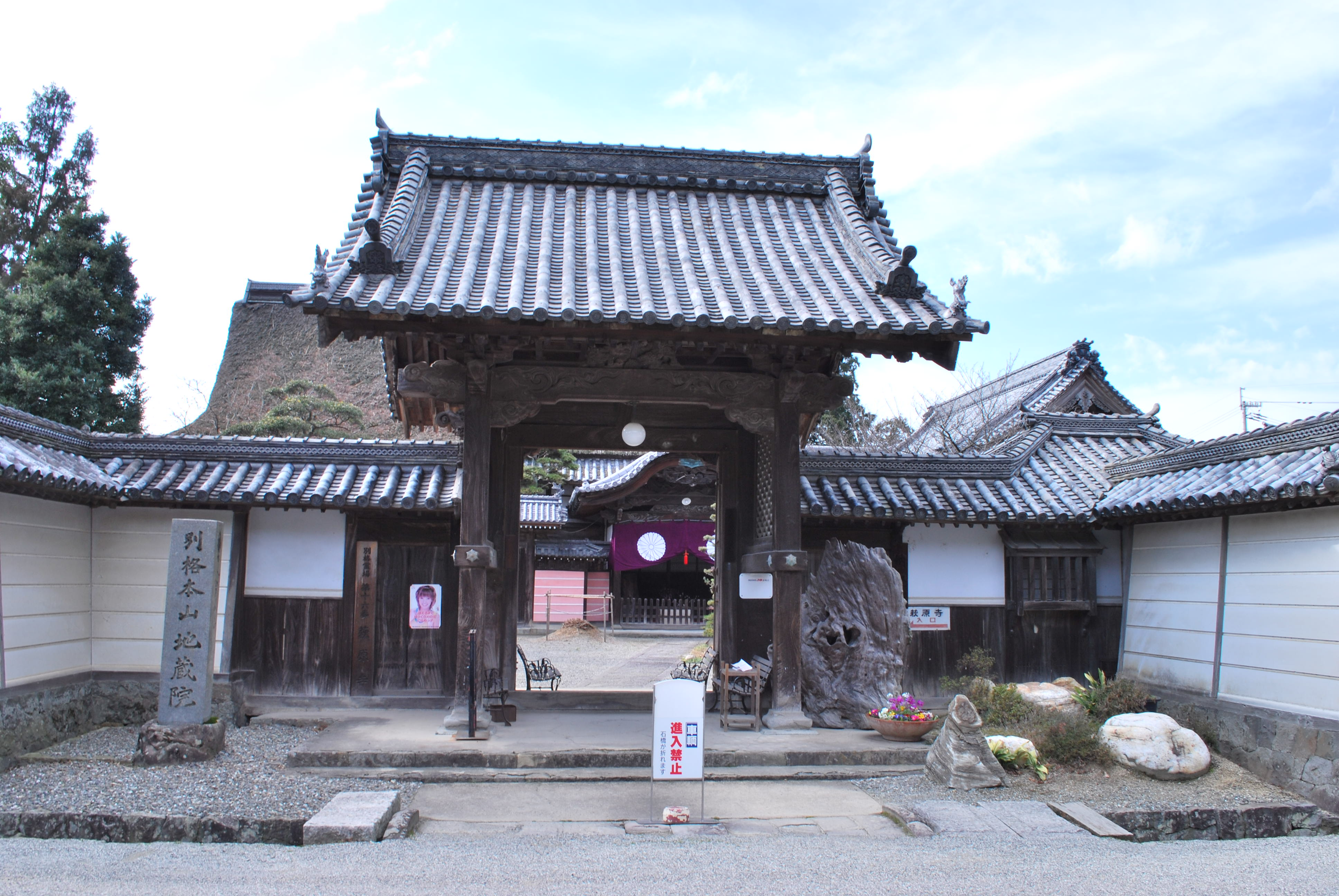
大門及び番所
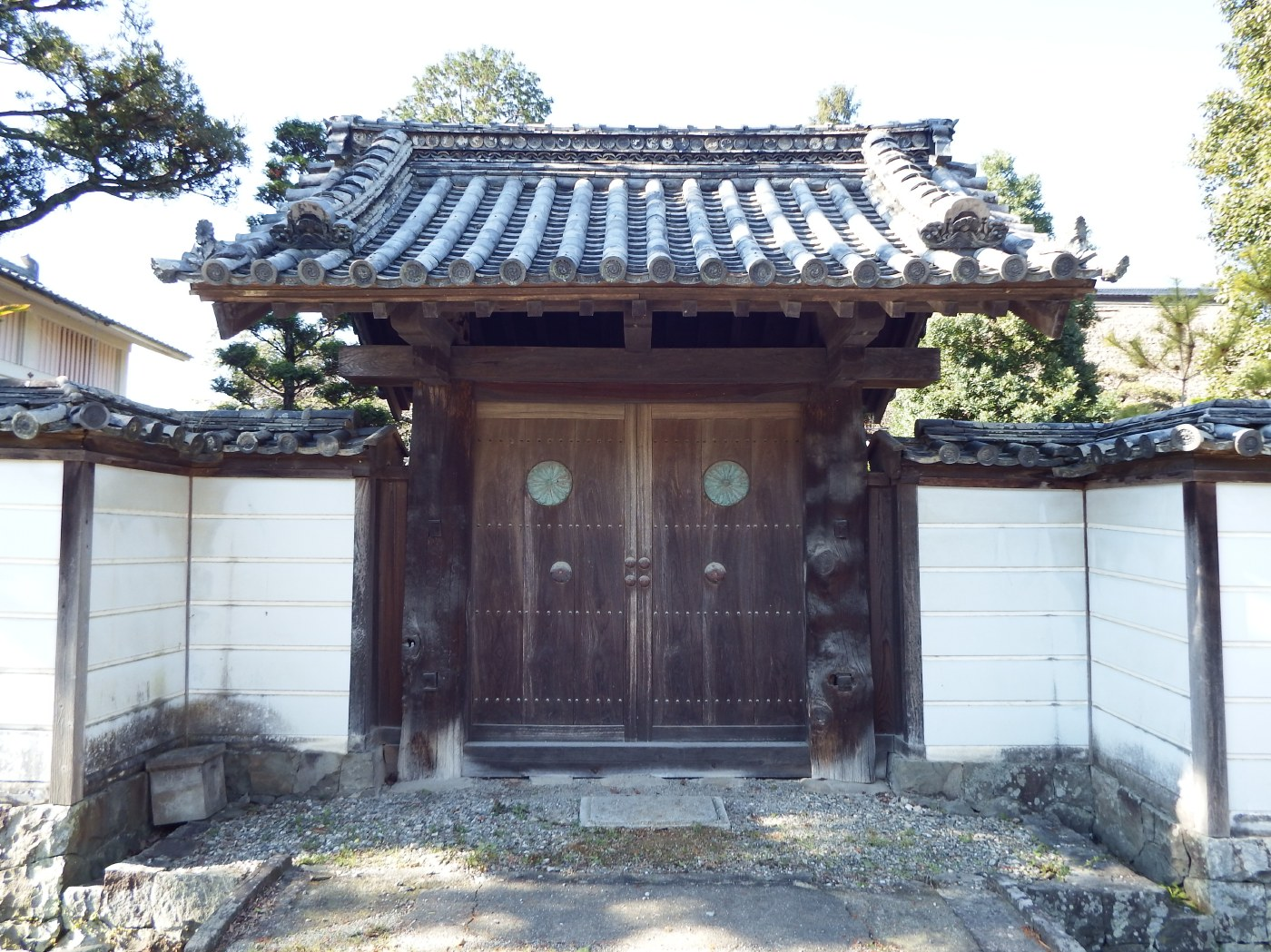
南門及び土塀
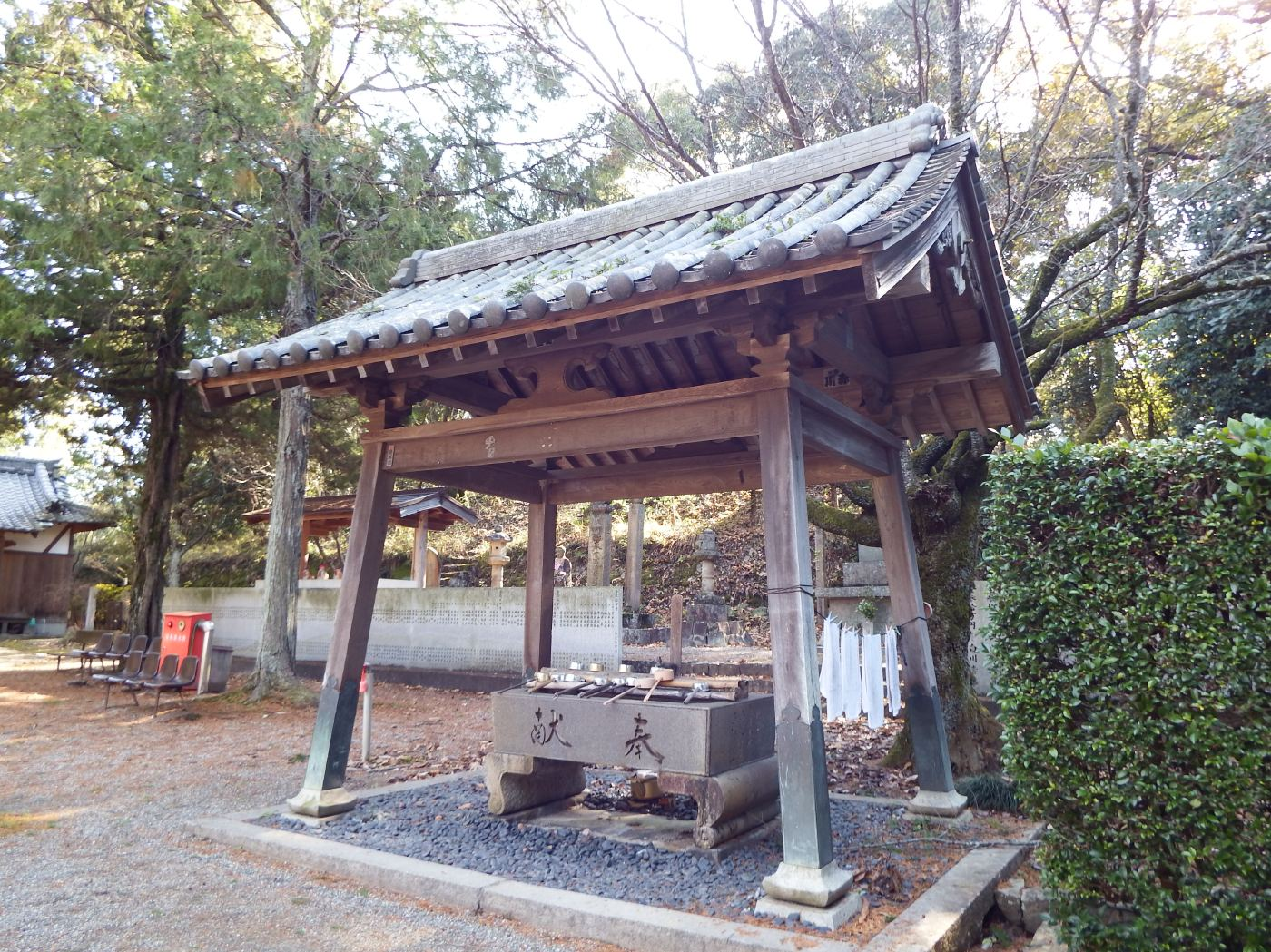
手水舎

### 香川県自然記念物
- 萩原寺のハギ：昭和46年10月1日指定[14]

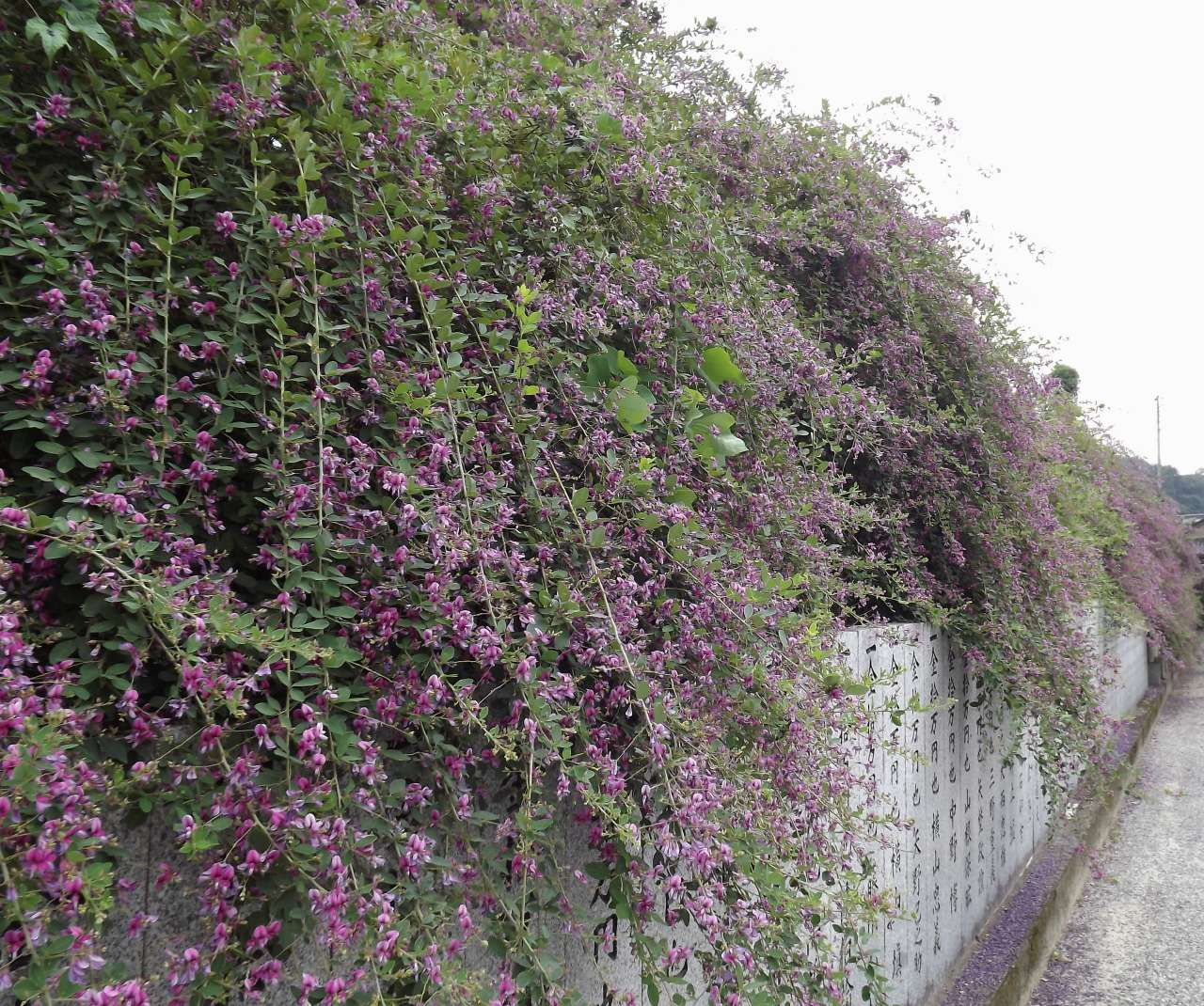
本坊前

### 観音寺市指定有形文化財
- 仁王門：江戸時代初期（17世紀初頭）の建造。三間一戸八脚門、寄棟造、本瓦葺。昭和58年（1983年）6月28日旧・大野原町指定[6]
- 地蔵院聖教：数点の平安時代聖教を初めとする、主に鎌倉時代 - 室町時代前期の真言宗聖教類。平成15年（2003年）12月25日指定[6]

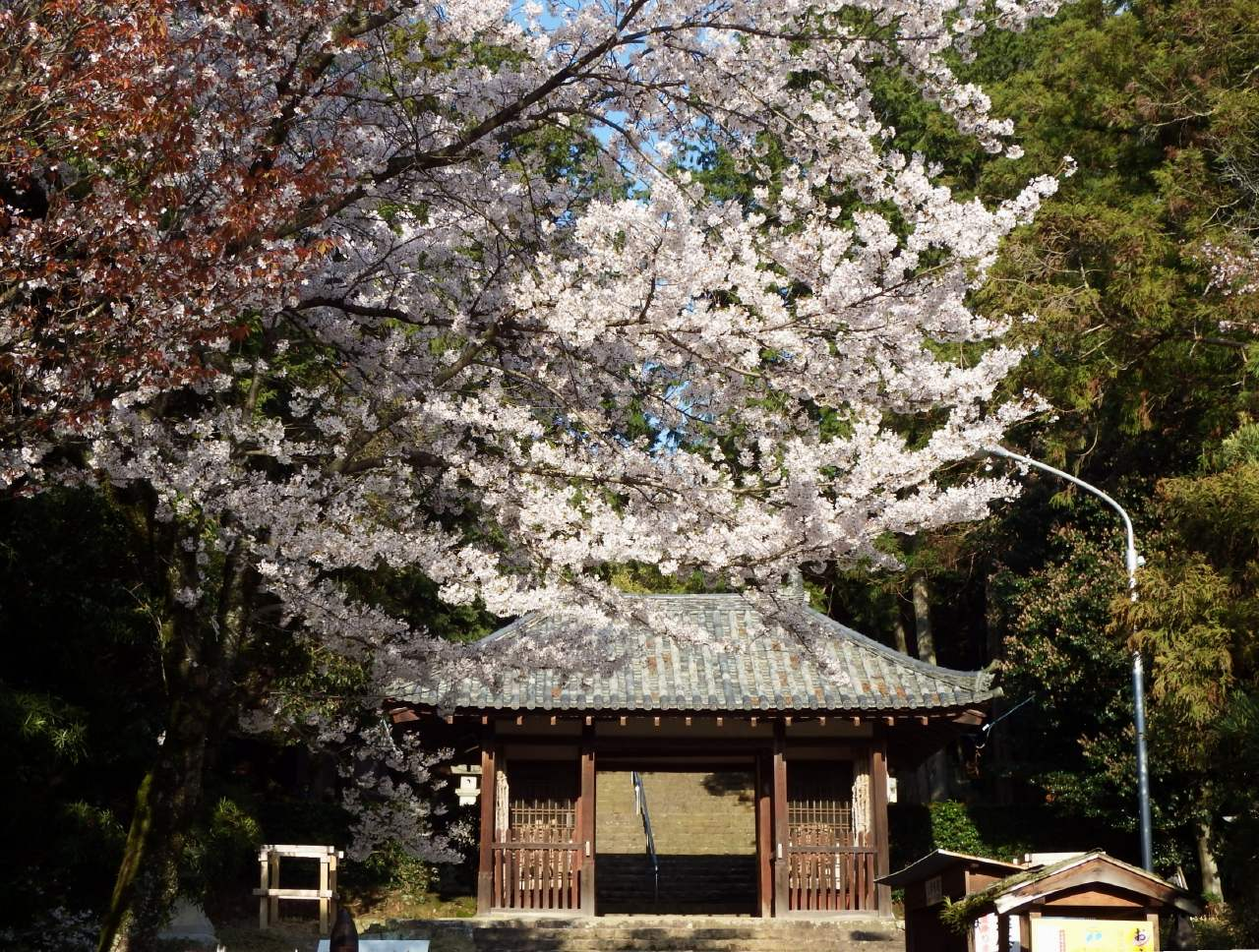
仁王門

## 前後の札所
四国別格二十霊場
15 箸蔵寺 -- (29.7 km) -- 16 萩原寺 -- (24.7 km) -- 17 神野寺
四国三十六不動霊場
27 椿堂常福寺 --(7.0 km)-- 28 萩原寺 --(10.2 km)-- 29 本山寺